# 江庸

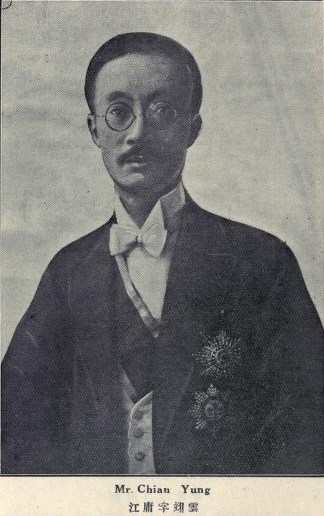
江庸

江庸（1878年—1960年），字翊云，别号澹堂阁主，男，福建长汀人，中国近代法学家、民国政要。

## 生平
江庸早年曾前往日本留学，1906年毕业于早稻田大学高等师范部法制经济科。回国后历任直隶法律馆法科教习、北洋政法学堂教习、修订法律馆纂修、京师法政学堂总教习、学部参事、法律馆协修、大理院详谳处推事等职。1908年授法科举人。次年又授大理院正六品推事，兼京师法律学堂监督。
中华民国成立后，继任大理院推事，后受教育总长蔡元培之聘，任北京法政专门学校校长，並充京师高等审判厅厅长。1913年任北洋政府司法次长。1916年改任修订法律馆副总裁。1917年至1918年间署理司法总长，后赴日本，任留日学生监督。1920年出任修订法律馆总裁。1923年创办《法律评论》并任社长。次年任国立北京政法大学校长。1926年起，历任故宫博物院维持会委员、常委、古物馆馆长。1928年前往上海从事律师职业。同年出任朝阳大学校长。
抗日战争期间，于1938年起任国民参政会参政员。1943年当选国民参政会主席团成员。抗战结束后于1946年当选制宪国民大会代表。次年成为第一届国民大会候补代表。1948年被任命为司法院大法官，但他辞而不就。
1949年出席中国人民政治协商会议第一届全体会议并当选第一届全国政协委员。中华人民共和国成立后出任政务院政治法律委员会委员等职。1953年任上海市文史研究馆副馆长。1960年升任馆长。同年逝世。

## 著作
- 《趋庭随笔》
- 《百花山诗草》
- 《南游诗草》
- 《中华人民共和国惩治反革命条例解说》
- 《保守国家机密暂行条例浅说》
- 《中华人民共和国保险条例图说》